# Stade du bicentenaire
L'Estadio del Bicentenario est un stade multifonction à San Juan, en Argentine. Ce stade accueille les matchs à domicile du Club Atlético San Martín de San Juan, mais aussi les matchs de la Copa América 2011. Le stade a une capacité de 25 000 spectateurs.
Le stade devait être inauguré en mai 2010, pour commémorer le bicentenaire de la révolution de Mai. Les retards, cependant, ont fait que le stade a été inauguré le 16 mars 2011 avec le match l'Argentine - Venezuela. L'Argentine a remporté le match inaugural 4-1.